# 須古城
須古城（すこじょう）は、佐賀県杵島郡白石町にあった戦国時代の日本の城。平井氏の須古城、杵島城、男島城の3城での連携した防衛体制により難攻不落を誇り、佐賀県下でも最大規模の城郭群を成している。高城、隆城とも。

## 歴史
室町時代は、平井経治など平井氏の居城であった。4度にわたる龍造寺氏の猛攻により、天正2年（1574年）についに落城した。
平井氏滅亡後に龍造寺隆信が城に居を移した。隆信は城に大規模な改修を行い、曲輪、土塁、防塁、2重の堀、虎口などを新しく備え、東西長軸560m・南北長軸580mまで拡大し、佐賀県最大の平山城となった。改修の結果、北部九州を実質統治支配した重要な拠点となる。
戦国時代は、須古城の龍造寺氏は大友氏、島津氏と共に九州三大名として九州を支配していた。隆信は須古城から、肥前・肥後・豊前・筑後・筑前国を支配し、須古城は大領国の首都となった。
天正12年（1584年）の沖田畷の戦いで隆信が戦死すると、隆信の弟・龍造寺信周が城主となった。
後に佐賀藩が成立すると須古城は須古鍋島家の居館として整備され、城としての役目を終えた。

## 現状
国指定史跡を目指して令和2年（2020年）から白石町が須古城の発掘調査を行っており、発掘調査の結果、陶磁器や、戦国時代のものと見られる瓦が大量に発見され、須古城に瓦葺の建築物があったことが証明された。

## 画像集
- 須古城跡の主郭虎口に残る石積
- 須古城跡の主郭。岩は通称「弾よけ岩」と呼ばれる天然岩